# Rex J. Walheim
Rex Joseph Walheim (* 10. Oktober 1962 in Redwood City, Kalifornien) ist ein ehemaliger amerikanischer Astronaut.

## Werdegang
Walheim erhielt 1984 einen Bachelor in Maschinenbau von der University of California und 1989 einen Master in Wirtschaftsingenieurwesen von der University of Houston.
Im Mai 1984 ging Walheim zur US Air Force und arbeitete für das Raketen-Frühwarnsystem auf der Cavalier Air Force Station in North Dakota. Im Oktober 1986 wurde er Ingenieur am Lyndon B. Johnson Space Center. Er kehrte aber schon im August 1989 zum Air-Force-Space-Command-Hauptquartier nach Colorado zurück, wo er ein Programm zur Weiterentwicklung von Raketenwarnsystemen leitete. Ab 1991 wurde er auf der Edwards Air Force Base zum Testpiloten ausgebildet und arbeitete anschließend im Testprogramm für die F-16. Von Januar 1996 bis zu seiner Auswahl als Astronaut wurde er als Ausbilder an der USAF Test Pilot School eingesetzt.

## Astronautentätigkeit
Im März 1996 wurde Walheim von der NASA als Astronautenanwärter ausgewählt und zum Missionsspezialisten ausgebildet. Anschließend arbeitete er für das Astronautenbüro am Programm für die Internationale Raumstation (ISS) und als Verbindungssprecher (CAPCOM) im Missionskontrollzentrum. Nach seinem ersten Raumflug wechselte er in die Abteilung für Außenbordeinsätze (EVA). Dort vertritt er das Astronautenbüro in Sachen des EMU-Raumanzuges (Extravehicular Mobility Unit).
Zusammen mit Astronaut Scott Kelly und vier anderen Freiwilligen verbrachte Walheim im September 2002, ein halbes Jahr nach seinem ersten Raumflug, eineinhalb Wochen im Unterwasserlabor „Aquarius“. Diese Exkursion fand im Rahmen des NEEMO-Programms statt.

### STS-110
Am 8. April 2002 flog Walheim mit der Raumfähre Atlantis zur Internationalen Raumstation (ISS). Dabei wurden das Gitterstrukturelement S0 und ein Schienenwagen zur ISS gebracht. Der als Mobile Transporter bezeichnete Schlitten nutzt das auf den Gitterelementen verlegte Schienensystem. Zusammen mit seinem Kollegen Steven Smith führte Walheim zwei der insgesamt vier Weltraumausstiege dieser Mission durch.

### STS-122
Walheim startete am 7. Februar 2008 mit der Raumfähre Atlantis zur Mission STS-122. Dabei wurde das europäische Weltraumlabormodul Columbus zur ISS gebracht. Die Landung erfolgte am 20. Februar 2008.

### STS-135
Am 14. September 2010 wurde Walheim als Missionsspezialist der Shuttle-Mission STS-135 nominiert. Der Start erfolgte am 8. Juli, die Landung am 21. Juli 2011. Es war der letzte Raumflug des Space-Shuttle-Programms.
Walheim verließ die NASA am 27. Juli 2020.

## Privates
Rex Walheim ist verheiratet und hat zwei Kinder.